# أمارو سيلفا
أمارو سيلفا هو سياسي كندي، ولد في 9 سبتمبر 1957، وتوفي في 27 مارس 2015.